# Province de Phrae
Phrae (en thaï : แพร่) est une province (changwat) de Thaïlande.
Elle est située dans le nord du pays. Sa capitale est la ville de Phrae.

## Histoire
On dit que cette province est le  centre de la littérature très célèbre qui s’appelle “Lilit Phra Lor”. Phrae devint une ville lorsque Phrae fut établi en tant que département du Royaume de Sukhothaï, appelé “Mueng Phrae”. Plus tard, elle a changé son nom en Vieng Kho Sai. Quelques années plus tard, on l’appelle “Phrae”.

## Géographie
Phrae a une superficie de 6 538 km². La capitale provinciale se situe à 551 km au nord de Bangkok. Elle est entourée de montagnes et traversée par la rivière Yom.
Au nord, elle est bordée par la province de Phayao, au nord-est par la  province de Nan, au suD-est par la province d'Uttaradit, au sud par celle de Sukhothaï et à l'ouest par celle de Lampang.

### Districts

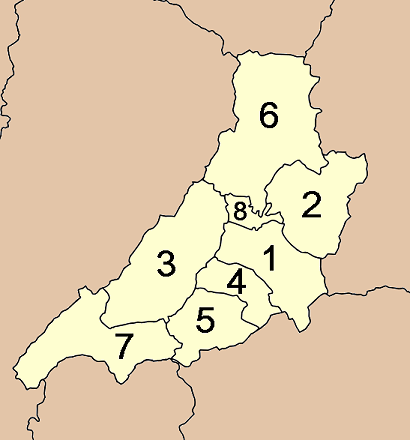
districts de la province

1. Mueng Phrae
2. Rongkwang
3. Long
4. Soongmen
5. Denchai
6. Song
7. Wangchin
8. Nong muong kai

## Sites remarquables

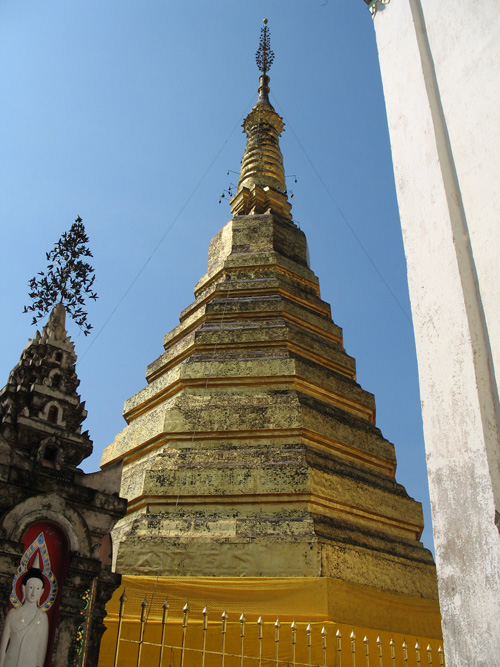
Phra That Cho Hae

Phra That Cho Hae (วัดพระธาตุช่อแฮ พระอารามหลวง)
Ce chedi doré abrite une relique du Bouddha. Il est construit en briques et culmine à 33 m. 
Parc Forestier de Phae Muang Phi
Il se trouve à 18 kilomètres de la capitale provinciale, et comporte des reliefs karstiques ressemblant à certains paysages du Grand Canyon des États-Unis.
Parc National de Mae Yom et Parc National de Wieng Kho Sai
Ils offrent aux amoureux de la nature différents aspects de la topographie de la Thaïlande du nord, parmi lesquels les forêts de tecks, des cascades et des sources chaudes.

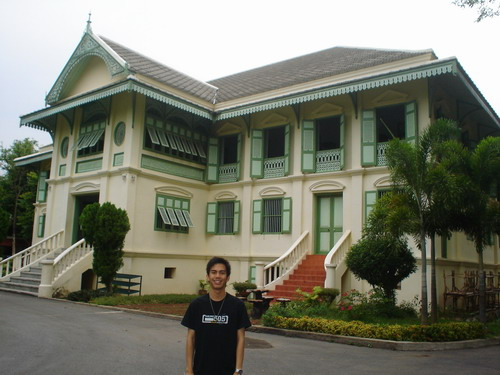
Khum Jao Luang

Khum Jao Luang Piriya Teppawong (คุ้มเจ้าหลวงเมืองแพร่พิริยะเทพวงศ์)
Il s'agit de l'ancien hôtel de ville et résidence du dernier bourgmestre, Piriya Dhepphawong, construit en 1892 pendant le règne de Rama V. Il est de style thaï-européen en teck gravé.
Le roi Rama IX et la reine Sirikit y ont séjourné le 15-17 mars 1958.
On peut trouver la cellule de la prison dans la cave.

### Wat Phra That suthon Monkol Kiri
Il se situe dans le district de Denchai. Construit en 1977, ce temple est un monument commémoratif à la mémoire des soldats disparus au combat. Il abrite le musée Sawan Ho Kham. Des objets d'arts, des antiquités et des armes y sont exposés.

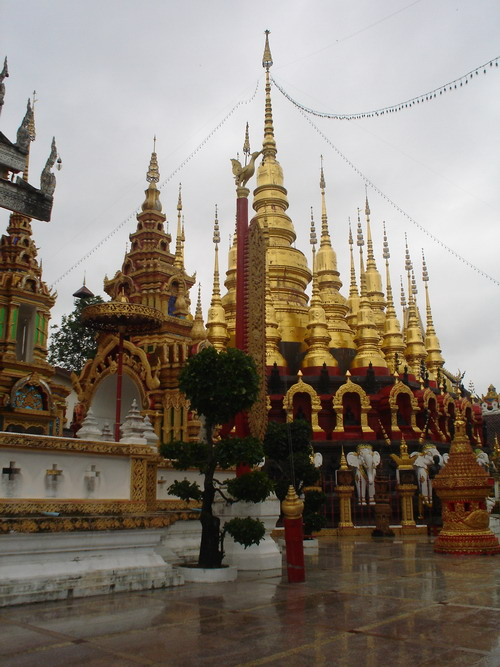
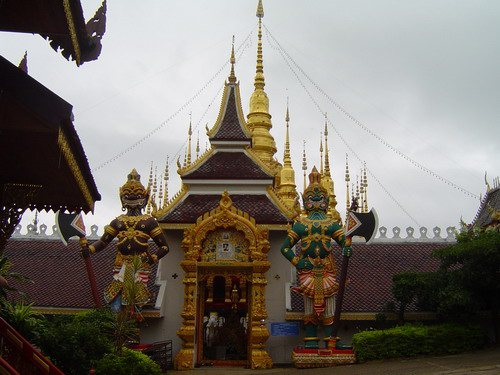

### Wat Luang
Situé au centre de Phrae, c'est le premier et le plus ancien temple de la province. La chapelle abrite une statue de Bouddha, le Phra San Luang. Dans l'enceinte se trouve la pagode de style Chiang San. Elle contient les reliques de Bouddha apportées du Hong Sa Wadee, en Birmanie. Le temple possède de nombreux autres bouddhas d'il y a environ 500 ans.

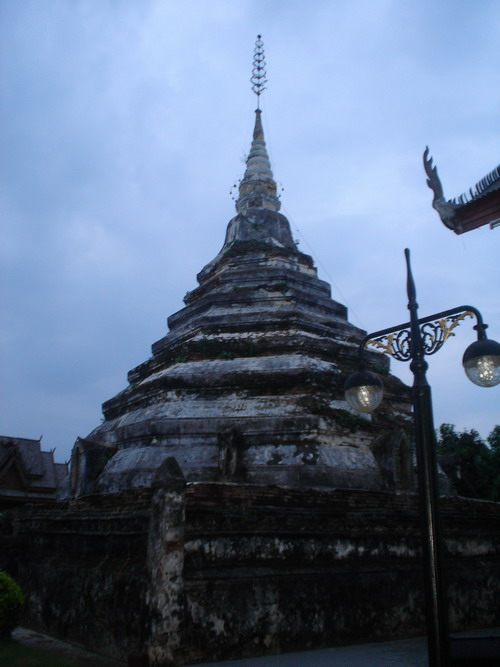
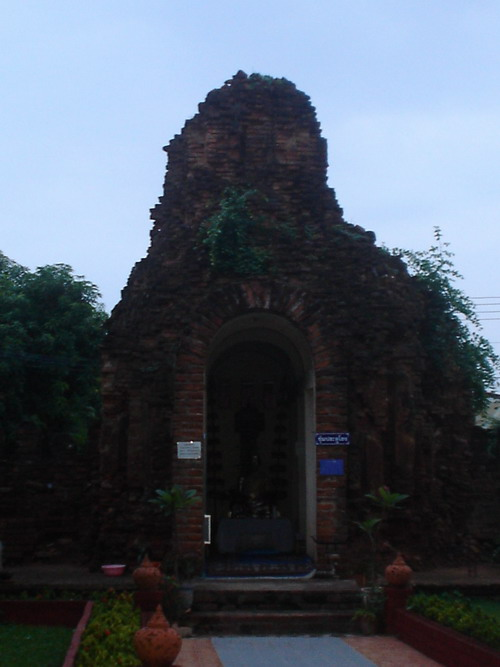

## Fêtes
Loy Kratong : Le gens font flotter de petites embarcations en feuilles de bananier, dotées d’une bougie, d’encens, de fleurs et de petites pièces de monnaie sur l’eau les soirs de pleine lune jusqu’aux rivières. Les gens portent des vêtements traditionnels (Mo Hom) en coton bleu.

## Souvenirs

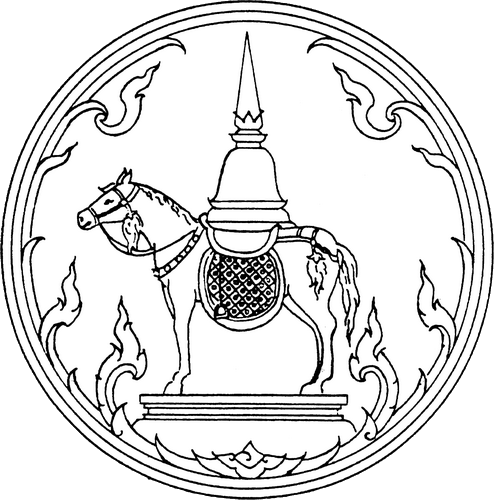
Sceau de la province

L’industrie du teck de la province produit des sculptures décoratives et des meubles finement sculptés.
Le bonbon de tamarin est très connu ; il a reçu le Prix OTOP 5 étoiles en 2001

## Transports
- En bus : service d'autocar depuis le terminal nord de Bangkok.
- En avion : Thai Airways propose un vol.
- En train : Services quotidiens depuis la gare de Hualamphong, avec des trains couchettes.